# Jean-Christian Fauvet
Pour les articles homonymes, voir Fauvet.
 (juin 2017).
Si vous disposez d'ouvrages ou d'articles de référence ou si vous connaissez des sites web de qualité traitant du thème abordé ici, merci de compléter l'article en donnant les références utiles à sa vérifiabilité et en les liant à la section « Notes et références ».
Jean-Christian Fauvet, né le 10 décembre 1927 à Paris et mort le 24 juin 2010 au Chesnay, est un consultant, auteur, conférencier et publicitaire. Il est à l’origine d’une approche managériale qu’il a nommé « sociodynamique. »

## Biographie
Jean-Christian Fauvet est diplômé d’une école d’horlogerie. Il abandonne très vite cette voie pour se consacrer à l’animation du mouvement « Cœurs vaillants », un mouvement proche du scoutisme. Parallèlement, il travaille pour les éditions Fleurus et suit la formation de l’École supérieure de journalisme de Paris. [réf. nécessaire]
Puis, il intègre Publicis en 1957, une agence de publicité où il se spécialise dans la régie publicitaire de la presse et de l’édition pour enfants (éditions Bayard, Dargaud).[réf. nécessaire] En 1959, il crée sa propre agence de publicité – Unipro[réf. nécessaire]. En 1968, il cède son agence à l’un de ses actionnaires minoritaires : Jean Bossard.[réf. nécessaire]

### Années 1970
Au début des années 70, au lendemain des événements de mai 68, Jean Bossard présente Jean-Christian Fauvet à son frère, Yves Bossard, président du cabinet Bossard, afin qu’il l’aide à répondre à cette crise en concevant une approche originale du sujet. Jean-Christian Fauvet devient dès lors consultant chez Bossard Consultants.[réf. nécessaire]
Jean-Christian Fauvet commence ses recherches pour concevoir une méthode d’analyse des situations de conflit. Il s’inspire d'ouvrages militaires sur la stratégie et la tactique et des classiques de la psychologie, de la sociologie et de la philosophie. Il s’intéresse à la conduite d’une stratégie, à la définition des acteurs, au rapport de force dans les entreprises et au processus de négociation : c’est la naissance de la pensée sociodynamique.[réf. nécessaire]
Ce travail de recherche et de conception s’est fait au contact et avec de nombreux consultants qui faisaient le lien entre ses travaux et le monde de l’entreprise. Il a donné lieu tout d’abord à une offre de formation au sein de Bossard Institut, entité alors chargée de l’ensemble des offres de formation du groupe Bossard.[réf. nécessaire]
Entre 1973 et le début des années 80, Jean-Christian Fauvet a continué ses travaux de recherche et développement pour améliorer sa méthode et ses outils. Il a conçu de nouveaux outils de management tels que la stratégie du jeu de go, inspirée de sa rencontre avec ce jeu de stratégie d’origine chinoise dont il fera un outil de management lors de séminaires. Il va également mettre au point de nouvelles grilles de lecture du management avec les « trois modes de management » (imposition, transaction, animation…) ainsi que d'autres outils et méthodes. [réf. nécessaire]

### Années 1980-1990
Tout au long de sa vie, Jean-Christian Fauvet ne cessera pas de faire évoluer ses concepts et méthodes, identifiant quelques limites dans la sociodynamique dite « classique » qui, selon lui, ne prenait pas assez en compte le fonctionnement des organisations, il décida alors de travailler avec une autre équipe du cabinet, « spécialiste de l’organisation ». [réf. nécessaire] Ensemble, ils ont développé une matrice originale de représentation du fonctionnement de l’entreprise inspirée des travaux d’Edgar Morin et basée sur la dialectique de l’Un et du Multiple. Cette matrice comprend deux axes « le dedans » (l’entreprise, ses valeurs, ses savoir-faire) et le « dehors » (l’écosystème de l’entreprise) et elle permet d’identifier quatre formes d’organisation : Mécaniste, Individualiste, Tribale et Holomorphe.[réf. nécessaire]
Jean-Christian Fauvet est mort le 24 juin 2010 au Chesnay.

## Après sa mort
Le 24 janvier 2013, l'évènement "Le temps des hommes : hommage à Jean-Christian Fauvet a été organisé par un groupe de consultants issus de différents cabinets[Qui ?] dans les locaux de l’ESCP Europe. L'évènement a rassemblé plus de 400 personnes d'horizons variés autour de quatre tables rondes ayant chacune pour thème un des concepts clés de la sociodynamique.
À la suite de cet évènement, l'association loi de 1901 « L'institut de la Sociodynamique » a été créée le 17 octobre 2014 afin de promouvoir et diffuser les concepts de la sociodynamique dans la continuité du travail de Jean-Christian Fauvet.

## Publications
- Moyens collectifs d'éducation dans les groupes d'enfants, Fauvet Jean-Christian, 1954 – Fleurus
- Comprendre les conflits sociaux : déclenchement, déroulement, issue, Fauvet Jean-Christian, 1973 - Les éditions d'organisation
- Traiter les tensions et les conflits sociaux, Fauvet Jean-Christian, 1975 - Les éditions d'organisation
- La sociodynamique : un art de gouverner, Fauvet Jean-Christian et Stefani Xavier  1983 - Les éditions d'organisation
- La passion d'entreprendre, Fauvet Jean-Christian et Fourtou Jean-René, 1985 - Les éditions d'organisation
- La stratégie de vos relations : la sociodynamique pour mieux se comprendre, Fauvet Jean-Christian et Guignot Christian, 1989 - Les éditions d'organisation
- Globalement vôtre… conte managérial, Fauvet Jean-Christian et Jochem Jacques, 1990 - France 1
- La sociodynamique du changement, Fauvet Jean-Christian et Buhler Nicolas, 1992 - Les éditions d'organisation
- L'encyclopédie Bossard de la sociodynamique, Fauvet Jean-Christian et Gevrey Cécile, 1995 – Bossard
- La sociodynamique, concepts et méthodes, Fauvet Jean-Christian, 1996 - Les éditions d'organisation
- 1001 citations sociodynamiques des repères pour votre action, Fauvet Jean-Christian, 1997 - Les éditions d'organisation
- L’élan sociodynamique, Fauvet Jean-Christian et Kea & Partners, 2004 - Les éditions d'organisation
- Le manager joueur de go, Fauvet Jean-Christian et Smia Marc, 2007 - Les éditions d'organisation
- L'auto-révolution… une nouvelle stratégie pour réussir la révolution en France, Fauvet Jean-Christian et Quême Philippe, 2007 - Les éditions d'organisation